# كوريينتس (محافظة)
محافظة كورينتس هي إحدى محافظات الأرجنتين تنقسم إلى 25 مقاطعة صغيرة يطلق عليها اسم حزب.

## أعلام
- كارلوس سالوم
- خوسيه ماريا مارتينيز
- هيرنان ريفيرو
- ليا شوارتز

## روابط إضافية
- (بالإسبانية) Official site
- (بالإسبانية) History
- Esteros del Iberá (بالإنجليزية والإسبانية)
- (بالإسبانية) Corrientes Info نسخة محفوظة 8 مايو 2003 على موقع واي باك مشين.
- Pictures of Corrientes